# Cuaespinós rogenc
El cuaespinós rogenc (Synallaxis unirufa) és una espècie d'ocell sud-americana pertanyent a l'ordre dels Passeriformes i a la família Furnariidae. Habita en zones selváticas del Perú, l'Equador, Colòmbia i Veneçuela.